# Ceratocanthus micros
Ceratocanthus micros är en skalbaggsart som beskrevs av Bates 1887. Ceratocanthus micros ingår i släktet Ceratocanthus och familjen Hybosoridae. Inga underarter finns listade i Catalogue of Life.